# 畑歓三
畑 歓三（はた かんぞう、1880年8月16日 - 1957年1月31日）は、日本の教育者。関西学院文学部教授などを歴任した。

## 略歴
1880年8月16日に、香川県丸亀市で生まれる。愛媛県松山中学校（現愛媛県立松山東高等学校）を卒業後、1897年に関西学院普通学部へ編入する。1899年に同校を卒業し、1900年に同志社大学へ進学するも、退学。1902年に、文部省中等学校教員英語科試験合格。同年、早稲田大学に入学し、1905年卒業。1906年から1912年まで、私立麻布中学英語科教員を務め、1913年にカリフォルニア州アラメダ市日本人小学校長。また、同年、カリフォルニア大学大学院に入学し、美学・ギリシャ哲学を専攻する。1915年、同大学院から修士号を取得。
1917年、関西学院高等学部教授（英作文担当）に就任。1921年、文学部教授に移籍。1923年、高等商業部教授。1928年、関西学院を辞職。渡伯し、ブラジル政府からコーヒー販売権を獲得し帰国。1930年4月、関西学院高等商業学部、専門部教員に就任。1934年、文部大臣より関西学院大学教員としての認可を受け、商経学部講師となる。1944年に、法文学部講師。1945年に、中学部長。1947年に、中学部長を辞任し、退職。松山語学専門学校に赴任するが、10ヶ月で退職する。1948年4月、再び関西学院大学の講師となる。1953年3月31日、関西学院を退職。同年、神戸市内の海外書籍貿易会社に入社し、顧問となる。
1957年1月31日に死去。墓所は多磨霊園。
1920年に、庭球部のモットーとして、『Noble Stubbornness（高貴な粘り）』を提唱したことで知られる。これは現在、関西学院大学体育会のモットーとして使われている。関西学院院長を務めた畑道也は、長男。